# Клюв головоногих

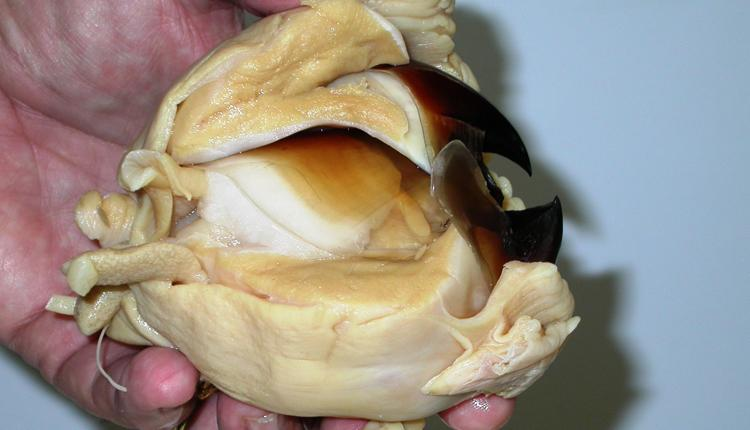
Клюв гигантского кальмара и его мускулы

Клюв головоногих (лат. cephalopod rostrum) орган цефалоподов, выполняет функцию пасти. Находится в центре венца щупалец и сокрыт мышцами щёк. Образован хитином.

## Функции
Все головоногие моллюски, в отличие от птиц, имеют хищный клюв, поскольку основной его задачей является разрывание и захват пищи. Большинство видов осьминогов имеют ядовитую секрецию слюнных желёз, поэтому их клюв немного отличен от клювов каракатиц и кальмаров ввиду необходимости вводить свой яд добыче посредством укусов.